# Markus Oestreich
Markus Oestreich (ur. 3 lipca 1963 roku w Fulda) – niemiecki kierowca wyścigowy.

## Kariera
Oestreich rozpoczął karierę w międzynarodowych wyścigach samochodowych w 1985 roku od startów w Deutsche Tourenwagen Masters, Niemieckiej Formule 3 oraz Niemieckiej Formule Ford 2000. w Formule 3 oraz Formule Ford z dorobkiem odpowiednio dziesięciu i 227 punktów uplasował się odpowiednio na osiemnastej i siódmej pozycji w klasyfikacji generalnej. W późniejszych latach pojawiał się także w stawce European Touring Car Championship, Grand Prix Monako Formuły 2, Formuły 3 Euro Series, World Touring Car Championship, Formuły 3000, Niemieckiego Pucharu Porsche Carrera, British Touring Car Championship, FIA Touring Car World Cup, Telekom D1 ONS ADAC Tourenwagen Cup, 24h Nürburgring, V8Star Germany, Renault Clio V6 Germany oraz 24 Hours of Barcelona.
W Formule 3000 Niemiec został zgłoszony do dwóch wyścigów sezonu 1988 z francuską ekipą Sport Auto Racing. Jednak nigdy nie zakwalifikował się do wyścigu.